# Fiat DOHC
Fiat DOHC – silnik FIAT Twin Cam zaprojektowany przez Aurelio Lamprediego, znany także jako Lampredi Twin, a w Polsce najczęściej określany mianem Fiat DOHC. Był to zaawansowany, rzędowy, czterocylindrowy silnik samochodowy produkowany przez przedsiębiorstwa FIAT i Lancia od 1966 do 2000 roku, kiedy to zastąpiła go rodzina silników B-serii. Jednostka była wyposażona w dwa wałki rozrządu w głowicy, co było dość niezwykłym rozwiązaniem jak na koniec lat 50. Silnik był produkowany w wielu wersjach pojemnościowych od 1297 do 1995 cm³ i był stosowany w samochodach Fiat, Lancia, Morgan, Alfa Romeo i FSO. Ponadto oferowane były także wersje turbodoładowane, jak i z kompresorem.
FIAT był w tym okresie pionierem w projektowaniu silników oraz w używaniu technologii monoblock, rozrządu napędzanego paskiem i głowicy ze stopów aluminium. Istnieje wiele wersji tego silnika, zmianę pojemności uzyskiwano poprzez zmianę średnicy cylindra oraz zmianę skoku tłoka. Silnik ten jest bardzo dobrą bazą do modyfikacji, czego dowodzi jego zastosowanie w sportach motorowych.

## Zastosowanie
- 1972–1976: Fiat 124 Abarth
- 1966–1985: Fiat 124 Saloon/Spider/Coupe
- 1967–1972: Fiat 125
- 1972–1984: Fiat 132/Argenta
- 1972–1984: Lancia Beta Saloon/Coupe/Spider/HPE
- 1977–1980: Fiat 131 Abarth
- 1974–1984: Fiat 131/Mirafiori
- 1975–1984: Lancia Monte Carlo
- 1979–1986: FSO Polonez (2.0)
- 1981–1985: Morgan 4/4
- 1978–1988: Fiat Ritmo/Strada
- 1980–1994: Lancia Delta/HF/Integrale Alfa Romeo 155 Q4
- 1981–1984: Lancia Trevi
- 1982–1983: Lancia 037
- 1984–1990: Fiat Regata
- 1985–1990: Fiat Regata Weekend
- 1985–1996: Fiat Croma
- 1985–1994: Lancia Thema
- 1994–1998: Lancia Kappa
- 1989–2000: Lancia Dedra
- 1993–2000: Fiat Coupé

## Motosport
Silnik Fiat Twin Cam znalazł szerokie zastosowanie w motosporcie i jest najbardziej utytułowaną jednostką w historii Samochodowych Mistrzostw Świata (WRC). Samochody Fiat i Lancia używające silników opartych na konstrukcji silnika Lamprediego zdobywały mistrzostwo świata konstruktorów przez 10 lat.
| Producent | Auto używane w mistrzostwach          | Zwycięstwa | Lata startów    |
| --------- | ------------------------------------- | ---------- | --------------- |
| FIAT      | Fiat 124 Abarth                       | 3          | 1972–1976       |
| FIAT      | Fiat 131 Abarth                       | 3          | 1977–1978, 1980 |
| Lancia    | Lancia 037                            | 1          | 1983            |
| Lancia    | Lancia Delta HF 4WD i Delta Integrale | 6          | 1987–1992       |

## Wersje silników
| Pojemność [cm³] | Średnica tłoka [mm] | Skok [mm] | Modele samochodów |
| --------------- | ------------------- | --------- | --- |
| 1297            | 76                  | 71.5      | Lancia Beta, Fiat 131 Supermirafiori                                                                                            |
| 1301            | 76.1                | 71.5      | Lancia Beta |
| 1367            | 78                  | 71.5      | Fiat 131 Supermirafiori |
| 1438            | 80                  | 71.5      | Lancia Beta; Fiat 124 Special T/Coupe/Spider                                                                                    |
| 1585            | 84                  | 71.5      | Fiat 131 Supermirafiori/132/Argenta/Ritmo 105TC; Lancia Beta/Delta GT/Delta HF/Prisma                                           |
| 1592            | 80                  | 79.2      | Fiat 124 Special T/Coupe/Spider, Fiat 132; Lancia Beta, Polski Fiat 125p Monte Carlo                                            |
| 1608            | 80                  | 80        | Fiat 124 Coupe/Spider, Fiat 125                                                                                                 |
| 1698            | 82.6                | 79.2      | Fiat Duna/Fiorino/Ritmo/Regata/Uno (Turbo)diesel                                                                                |
| 1756            | 84                  | 79.2      | Fiat 124 Coupe/Spider, Fiat 132/Tipo/Tempra; Lancia Beta/Delta/Prisma/Dedra, Polski Fiat 125p Akropolis                         |
| 1929            | 82.6                | 90        | Fiat Bravo/Brava/Croma/Ducato/Ritmo/Regata/Tipo/Tempra; Lancia Delta/Dedra/Prisma (Turbo)diesel                                 |
| 1995            | 84                  | 90        | Fiat Spider 2000/131/132/Argenta/Strada/Ritmo/Regata/Croma/Tipo/Tempra/Coupé; Lancia Beta/Delta/Prisma/Dedra/Thema, FSO Polonez |
| 2111            | 85                  | 93        | Lancia Rally 037 Evoluzione 2                                                                                                   |